# 矢崎彦太郎
矢崎 彦太郎（やざき ひこたろう、1947年2月7日 - ）は、日本の指揮者。

## 来歴
東京都出身。栄光学園中学校・高等学校から上智大学理工学部数学科に入学するも音楽への情熱を捨てきれず中退、東京藝術大学音楽学部指揮科卒業。金子登、渡邊暁雄、山田一雄、ハンス・スワロフスキー、セルジュ・チェリビダッケらに師事。日本フィルハーモニー交響楽団で小澤征爾のアシスタントを務めた後、東京交響楽団指揮者、ノルウェー国立放送管弦楽団首席客演指揮者、ドイツ･ホーフ交響楽団の首席客演指揮者、同楽団音楽監督・首席指揮者、東京シティ・フィルハーモニック管弦楽団の首席客演指揮者、バンコク交響楽団音楽監督・名誉指揮者などを歴任した。2002年、エクソンモービル音楽賞（奨励賞）受賞。
日本人指揮者としては珍しくフランス物への造詣が深い。

## フランスとの関わり
- 1979年からパリに住んでいる。
- 1994年からはフランス国立トゥールーズ室内管弦楽団の首席客演指揮者を務めた。
- 東京シティ・フィルハーモニック管弦楽団の定期演奏会では、飯守泰次郎がドイツ物を多く受け持つのに対して、フランス物を受け持つことが多かった。